# عائلة آدامز 2
عائلة آدامز 2 هو فيلم رسوم متحركة كوميدي أسود وخارق للطبيعة، صدر في عام 2021 ويستند إلى الشخصيات التي أنشأها تشارلز آدامز. يُعد هذا الفيلم الجزء الثاني لفيلم عائلة آدامز الذي صدر عام 2019. أخرجه جريج تيرنان وكونراد فيرنون، بمشاركة لورا بروسو وكيفن بافلوفيتش في الإخراج. كتب السيناريو دان هيرنانديز وبينجي ساميت وبين كوين وسوزانا فوجل، بينما استندت القصة إلى هيرنانديز وساميت. يضم طاقم الأصوات أوسكار إسحاق وتشارليز ثيرون وكلوي غرايس موريتز ونيك كرول وجافون والتون ووالاس شون وسنوب دوج وبيتي ميدلر وبيل هادر.
.تم عرض الفيلم لأول مرة في الولايات المتحدة في 1 أكتوبر 2021 من قبل شركة يونايتد آرتيستس ريليسنج، ثم تم توزيعه عالميًا من قبل يونيفرسال بيكتشرز في 8 أكتوبر. كما أُتيح للتأجير عبر الإنترنت في نفس اليوم في الولايات المتحدة وكندا. وعلى الرغم من الترقب، لم يحقق الفيلم النجاح ذاته مثل جزئه الأول، حيث تلقى تقييمات سلبية من النقاد الذين انتقدوا القصة وأسلوب الفكاهة.

## وصلات خارجية
- عائلة آدامز 2 على موقع IMDb (الإنجليزية)
- عائلة آدامز 2 على موقع ميتاكريتيك (الإنجليزية)
- عائلة آدامز 2 على موقع روتن توميتوز (الإنجليزية)
- عائلة آدامز 2 على موقع ألو سيني (الفرنسية)
- عائلة آدامز 2 على موقع فيلمافينيتي (الإسبانية)
- عائلة آدامز 2 على موقع قاعدة بيانات الأفلام السويدية (السويدية)
- عائلة آدامز 2 على موقع قاعدة بيانات الفيلم (الإنجليزية)
- عائلة آدامز 2 على موقع ليتربوكسد (الإنجليزية)
- عائلة آدامز 2 على موقع كينوبويسك (الروسية)